# Пордим
По́рдим (болг. Пордим) — місто в Плевенській області Болгарії. Адміністративний центр общини Пордим.

## Населення
За даними перепису населення 2011 року у місті проживала 2001 особа.
Національний склад населення міста:
| Національність   | Кількість осіб | Відсоток |
| ---------------- | -------------- | -------- |
| болгари          | 1769           | 95,8%    |
| цигани           | 37             | 2,0%     |
| турки            | 24             | 1,3%     |
| Всього відповіли | 1847           |          |

Розподіл населення за віком у 2011 році:
Динаміка населення: